# Goñi (Uruguay)
Pour l’article homonyme, voir Goñi.
Goñi ou Estación Goñi est une ville de l'Uruguay située dans le département de Florida. Sa population est de 275 habitants.

## Infrastructure
La route 5 (Ruta 5) est important dans cette ville.

## Population
| Année | Population |
| ----- | ---------- |
| 1963  | 392        |
| 1975  | 278        |
| 1985  | 166        |
| 1996  | 212        |
| 2004  | 275        |

Référence,: